# Stjørdalshalsen
Stjørdalshalsen ist eine Stadt und Verwaltungssitz der Kommune Stjørdal in der Provinz Trøndelag in Norwegen.

## Geographie
Stjørdalshalsen ist direkt an der Mündung von Stjørdalselva und Gråelva in den Trondheimfjord gelegen und hat in der Fläche eine Ausdehnung von 8,74 km². In ihr lebten zum 1. Januar 2024 15.693 Einwohner.

## Geschichte
Stjørdalshalsen wurde als Halsen gegründet und erhielt das Stadtrecht am 1. Juni 1997.

## Verkehr
Neben der Kreuzung der Europastraße 6 und der Europastraße 14 befindet sich Stjørdalshalsen an der Nordlandsbanen und der Bahnstrecke Trondheim–Storlien (Meråkerbanen). Wenige Kilometer südlich der Stadt befindet sich der Flughafen Trondheim.

## Wirtschaft
Stjørdalshalsen ist ein bedeutendes Industrie- und Dienstleistungszentrum. Neben der Maschinenbauindustrie werden im Ort auch Glaswolle, Plastikwaren und Lebensmittel produziert. Zudem befindet sich in Stjørdalshalsen eine Produktionsstandort für Mineralwasser.

## Persönlichkeiten
- Olaf Alfred Hoffstad (1865–1943), Botaniker[2]
- Svein Erik Vold (* 1985), Radsportler